# Detlef Raugust
Detlef Raugust (ur. 26 sierpnia 1954 w Magdeburgu) – piłkarz wschodnioniemiecki.
Z zespołem 1. FC Magdeburg dwukrotnie zdobył mistrzostwo NRD (1974, 1975), czterokrotnie puchar tego kraju (1973, 1978, 1979, 1983) i raz Puchar Zdobywców Pucharów (1974). W latach 1978–1979 rozegrał 3 mecze w reprezentacji Niemieckiej Republiki Demokratycznej.